# Páskaháza
Páskaháza (szlovákul: Pašková) község Szlovákiában, a Kassai kerület Rozsnyói járásában.

## Fekvése
Rozsnyótól 21 km-re délnyugatra, Pelsőctől 6 km-re északra, a Csetneki-patak völgyében fekszik.

## Története
A környéken jazigok, hunok, majd avarok éltek. 803 után északnyugatról szlávok húzódtak ide. A honfoglalást követően a Sajó vidékét elfoglaló Bors alvezér kapta adományként. A Bors nemzetség 1242-es kihalását követően IV. Béla a vidéket az Ákos nemzetségbéli Bebek családnak adományozza – de a település neve az 1243-as adománylevélben még nem szerepel.
1318-ban „Pascahaza” néven említik először, nevét valószínűleg egykori Pasek nevű bírójáról kapta. 1424-ben „Paskahaza”, 1427-ben „Pachahaza” néven említik.
1430-ban ezen a vidéken is megjelentek a husziták. 1530-ban a környék földesura, Bebek Imre protestáns vallásra tér. Fia, Bebek György feleségével, Patóchy Zsófiával 1560 körül megismeri Kálvin János tanait, és ezek követőivé válnak.
Az 1551-es adóösszeírásban szereplő nevek alapján lakói magyarok voltak. Mezőgazdasággal, bányászattal, állattartással, erdei munkákkal, szénégetéssel, fuvarozással foglalkoztak.
A török időkben a többszöri támadás következtében csaknem elnéptelenedett. Például 1558. június 20-án a török rajtaütött a községen, s szinte teljesen elpusztította. Az ott lakók egy része elmenekült, a többieket fogságba hurcolták. 1565-ben Svendi Lázár német martalócai dúlták fel a falut. A menekülés útja a községi legendák szerint a titokzatos Rés-kapun át vezetett a környező, sűrű erdőségekbe. Bebek György és felesége elhunytával a Bebek család kihalt. Ezután Páskaháza földesurai a Perényi, Rákóczi, Andrássy és a Radvánszky családok voltak.
1709–10-ben dögvész pusztított a településen, ami olyan súlyos következményekkel járt, hogy korábbi nagyságát és jelentőségét már nem nyerte vissza. 1773-ban 25 jobbágy és 4 házas zsellércsaládja volt. 1750-ig a faluból a gyerekek Pelsőcre jártak iskolába. Ekkor azonban „oskolamestert" kaptak és a község régi, kis templomában (először az 1776. évi összeírásban említik) istentiszteleteket is tartottak. A falunak ekkor 227 református és 3 katolikus lakosa volt. 1782-ben egyházi iskola épül és a teológiát végzett tanító (a páskaházai káplán) engedélyt kap az anyakönyv vezetésére.
A 18. század végén Vályi András így ír róla: „PASKOHÁZA. Magyar falu Gömör Vármegyében, földes Ura Gerhárd Uraság, lakosai többen evangelikusok, fekszik Csetneknek szomszédságában, mellynek filiája, két hegyek között, földgye közép termékenységű, legelője kevés, de jó, fája van mind a’ kétféle, piatzozása közel, szenet is égetnek, második osztálybéli.”
A régebbi alapokon újították meg 1802-ben a templom tornyát. 1825-ben nagy tűzvész pusztított a faluban, a templomot is megrongálta. 1826-ban felújítják a templomot és a tornyot. A tűzvészben megolvadt harang helyére 1828-ban kettőt öntettek (ezek közül az egyiket az első világháborúban elvitték, majd 1929-ben pótolták). 1844-ben lelkészlak épült, 1884-ben a templom belsejét renoválták, a tornyot pedig 7 öllel emelték meg és rézzel borították.
A 19. század közepén Fényes Elek eképpen írja le: „Páskaháza, magyar falu, Gömör vmegyében, Pelsőczhöz 1 órányira, 15 kath., 231 ref., 16 evang. lak., kik szénnel kereskednek, meszet égetnek. Határa részint hegyes, részint róna; hegyeiben több forrás és üreg találtatik. Ref. fil. szentegyház. A sajó-gömöri urad. tartozik. Ut. post. Tornalja.”
1828-ban 30 házában 252 lakos élt; 1873 körül 55 házban 331-en laktak, és a község határa 938 katasztrális hold és 1150 négyszögöl volt. Az 1895-ös, művelési ágak szerinti nyilvántartások már 1025 kat. holdról tesznek említést, amelyből 224 szántó, 12 kert, 158 rét, 255 legelő, 298 erdő, 1 nádas és 77 nem termő terület.
A páskaházai református gyülekezet lelkészei 1900. június 6-tól:
- Lőkös Sándor
- Deésy Sándor
- Lenkey Lajos
- Szőke István
- Csontos László
- Simon József (1947-ben Magyarországra áttelepítve)
- Ádám Lajos
- Samu István

Borovszky monográfiasorozatának Gömör-Kishont vármegyét tárgyaló része szerint: „Páskaháza, csetnekvölgyi magyar kisközség, 68 házzal és 375 ev. ref. vallású lakossal. 1424-ben már a mai nevén találjuk a községet említve mint a Bebekek birtokát. Később a Szent-Ivány és a Gerhard család lett az ura és ekkor a község a sajógömöri uradalomhoz tartozott. 1825-ben az egész község leégett. Református templomának építési ideje ismeretlen. 1802-ben és 1884-ben alaposan átjavították. A lakosok dal- és olvasóegyletet tartanak fenn. A község postája, távírója és vasúti állomása Kuntaplócza.”
1920-ig, azaz a trianoni diktátumig Gömör-Kishont vármegye Rozsnyói járásához tartozott. 1938 és 1945 között – az I. bécsi döntés következtében – ismét Magyarország, azon belül Gömör-Kishont vármegye része.

## Népessége
| Év:            | 1994. | 2004.   | 2014.    | 2024.   |
| -------------- | ----- | ------- | -------- | ------- |
| Emberek száma: | 274   | 286     | 340      | 335     |
| Eltérés:       |       | +4,37 % | +18,88 % | -1,47 % |

| Év:            | 2023. | 2024.   |
| -------------- | ----- | ------- |
| Emberek száma: | 339   | 335     |
| Eltérés:       |       | -1,17 % |

1910-ben 407-en, túlnyomórészt magyarok lakták.
2001-ben 274 lakosából 207 magyar és 63 szlovák volt.
2011-ben 303 lakosából 143 szlovák, 135 magyar és 25 cigány volt.

## Nevezetességei
- Református temploma a régebbi templom felhasználásával 1802-ben épült.

## Képgaléria

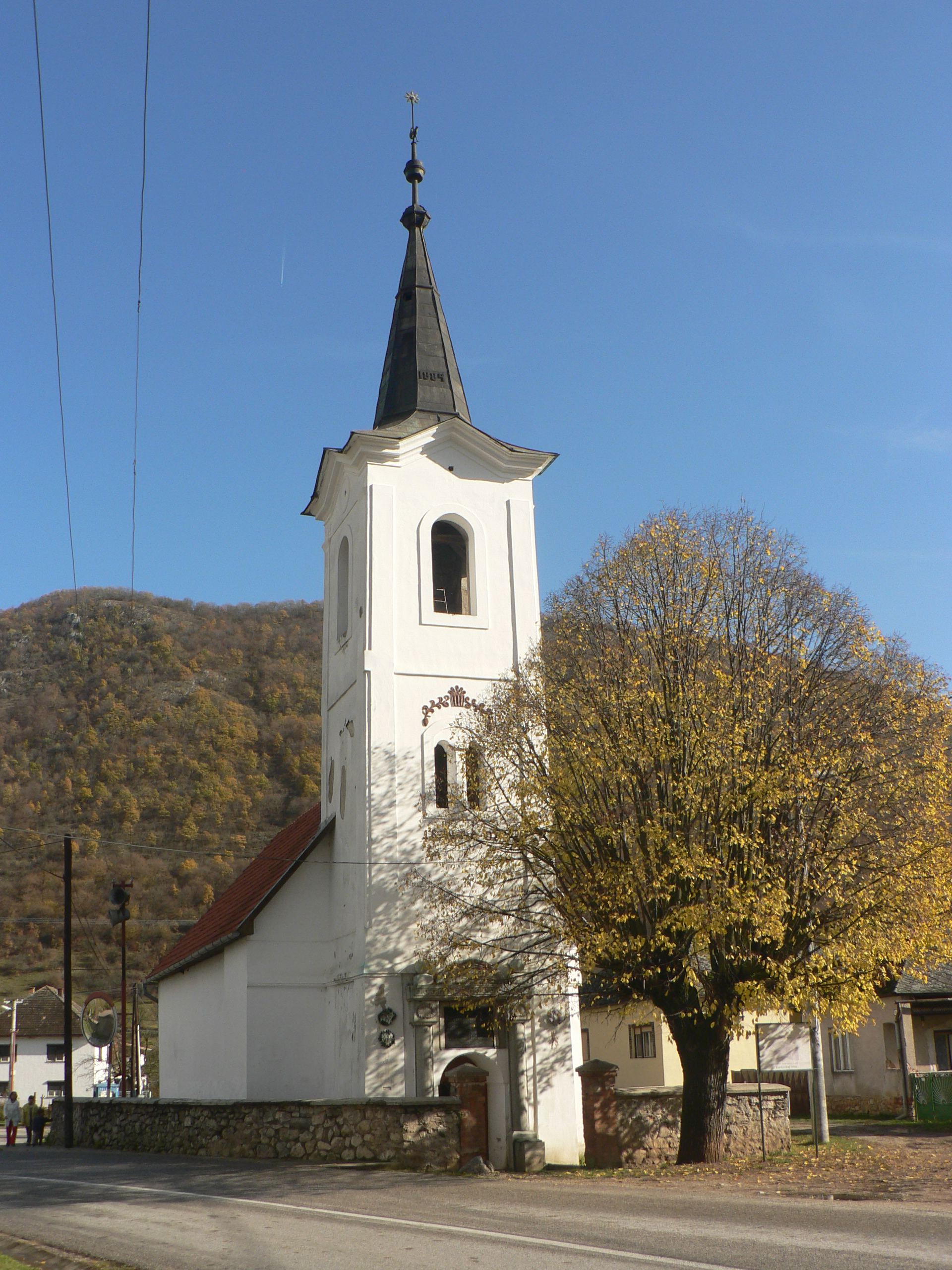
A református templom
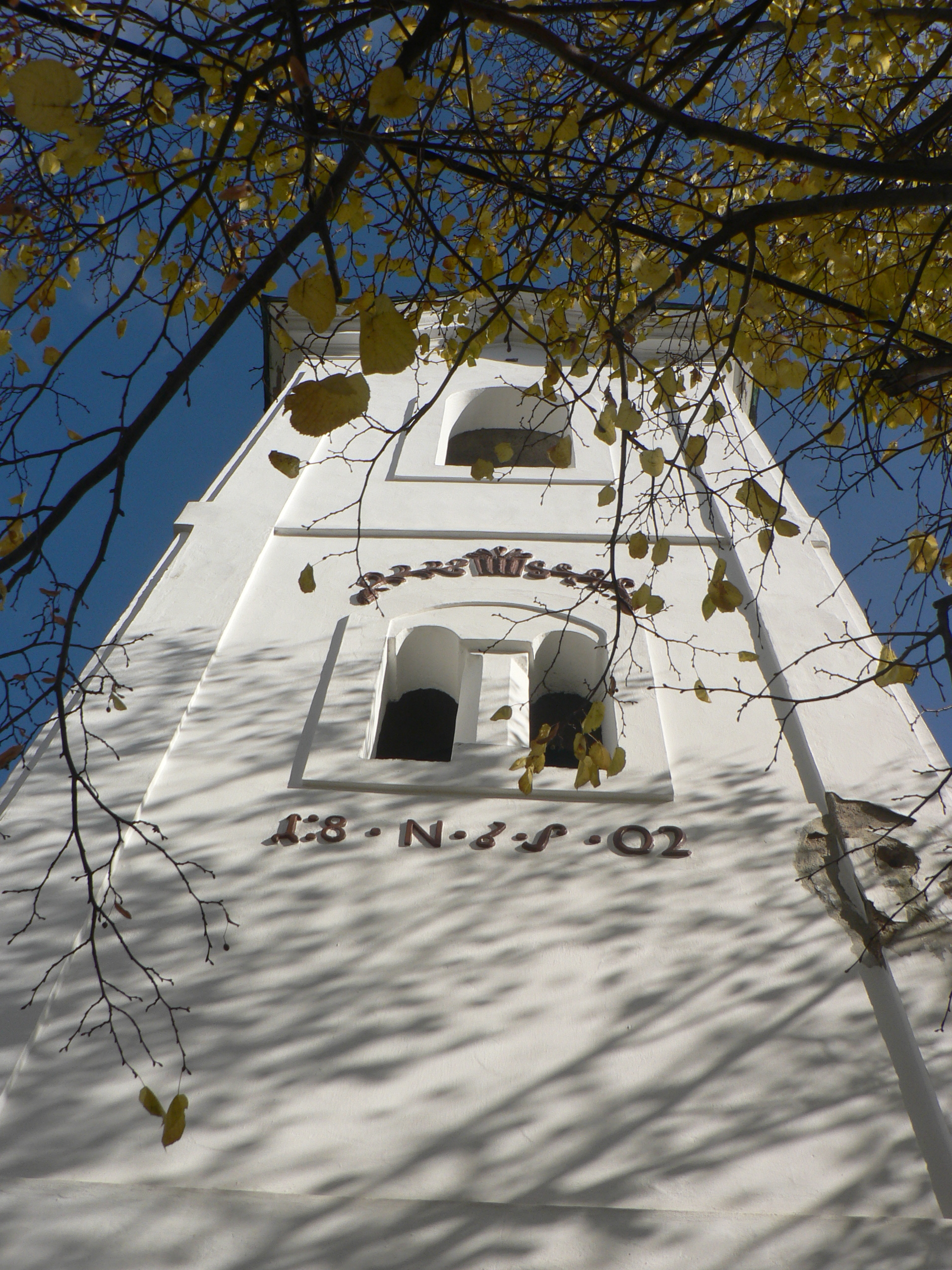
Torony, 1802-es évszámmal
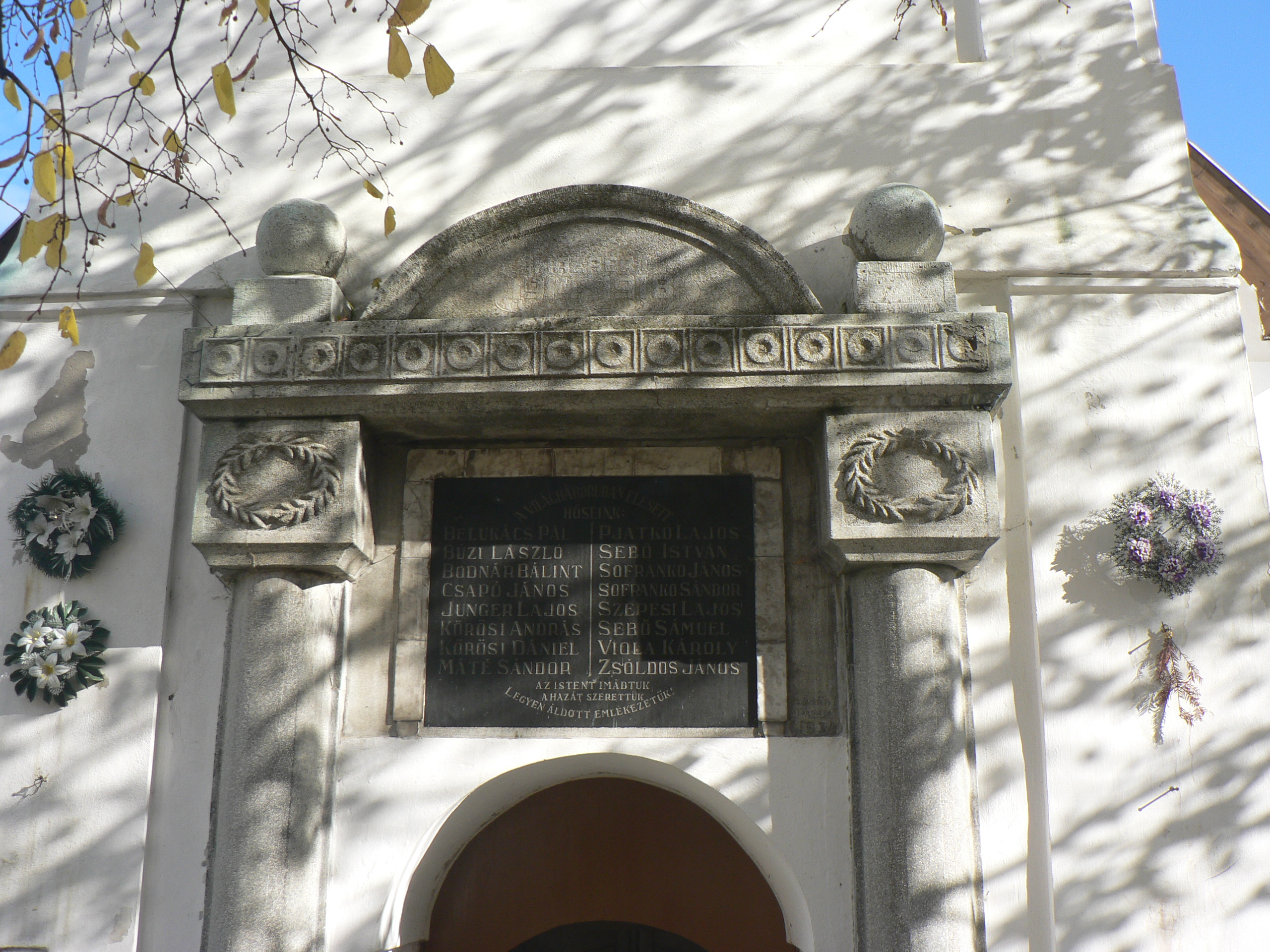
Az első világháborús hősök emléktáblája
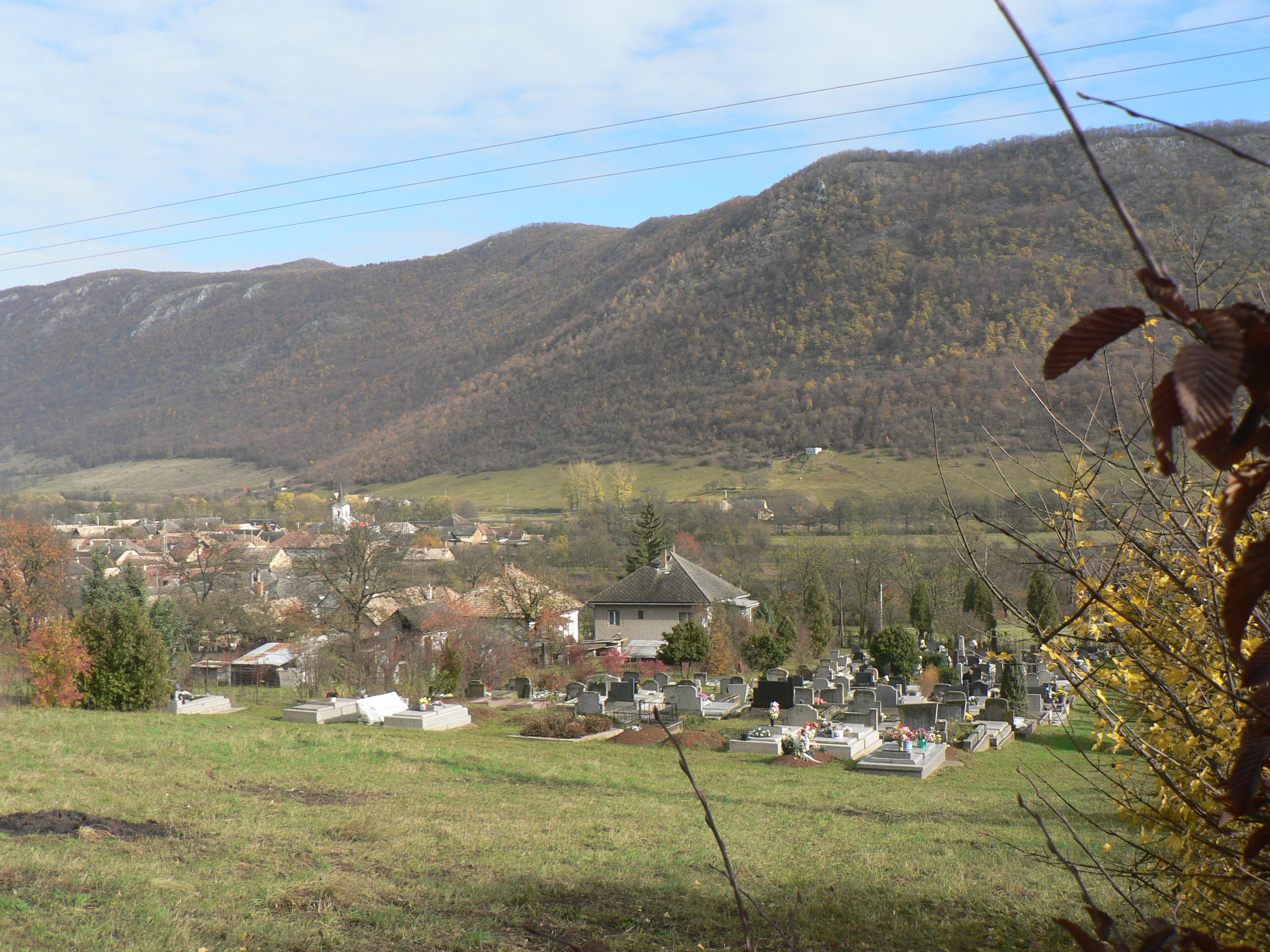
A falu látképe a temető felől
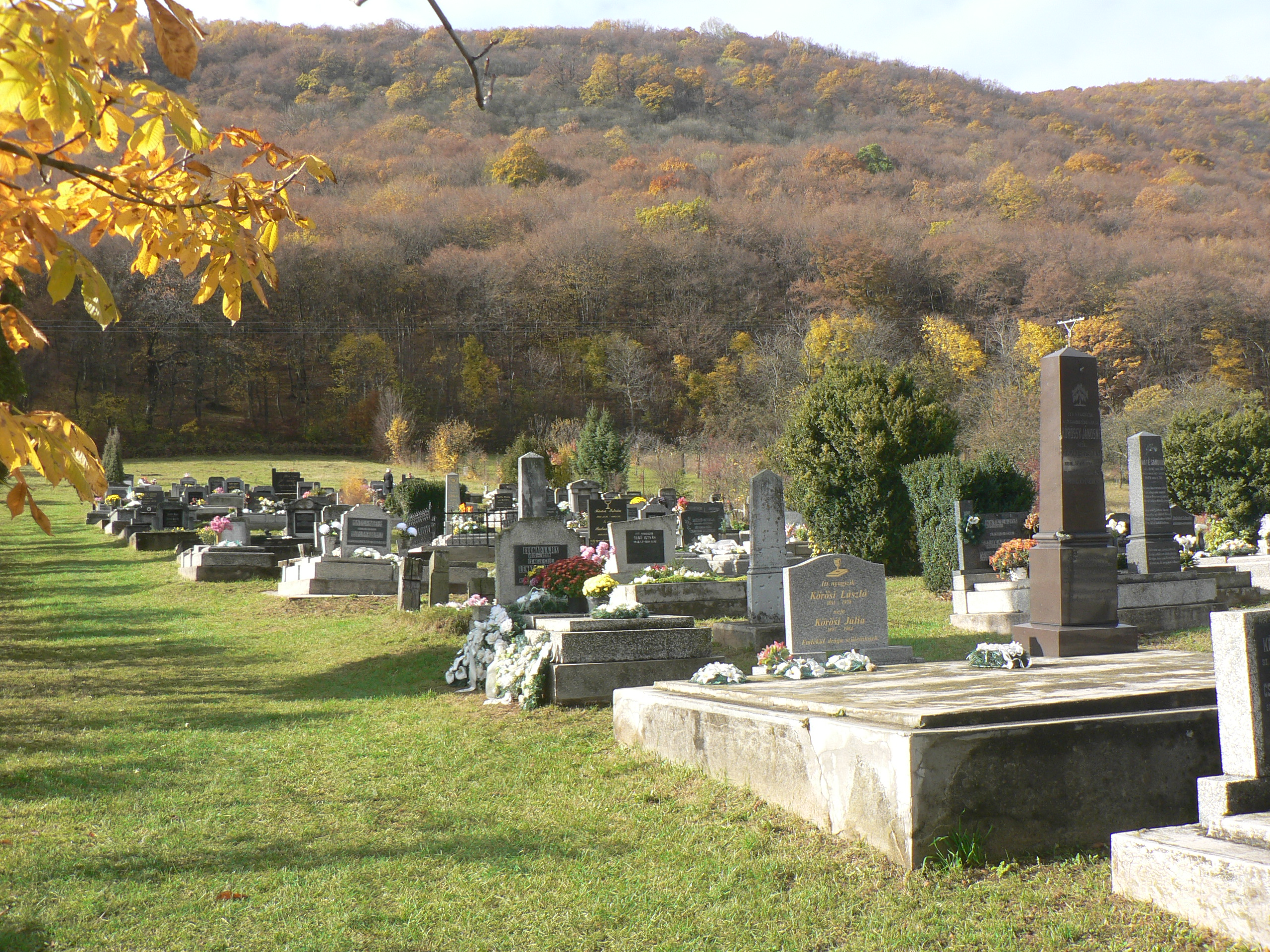
A temető
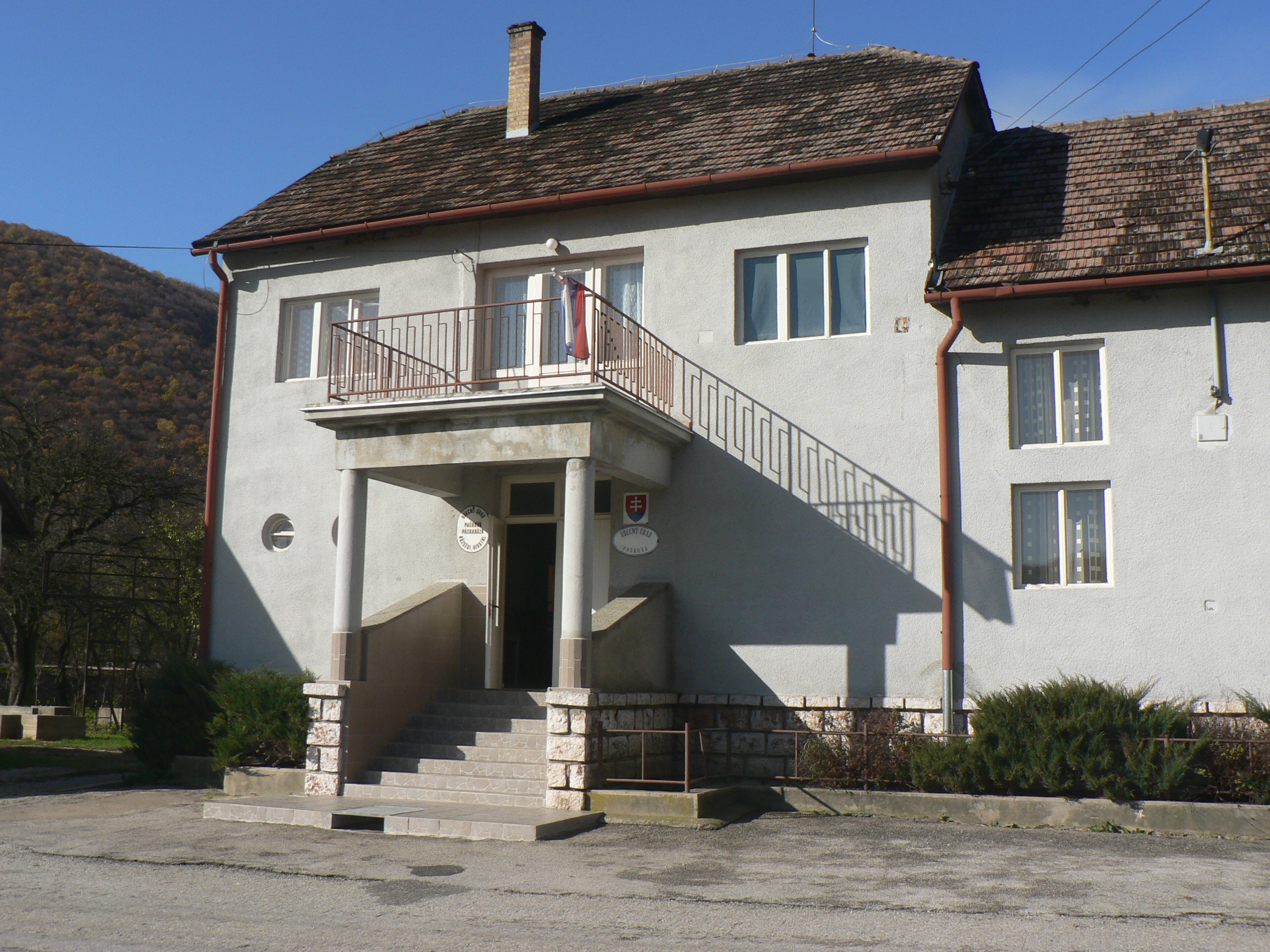
A községi hivatal
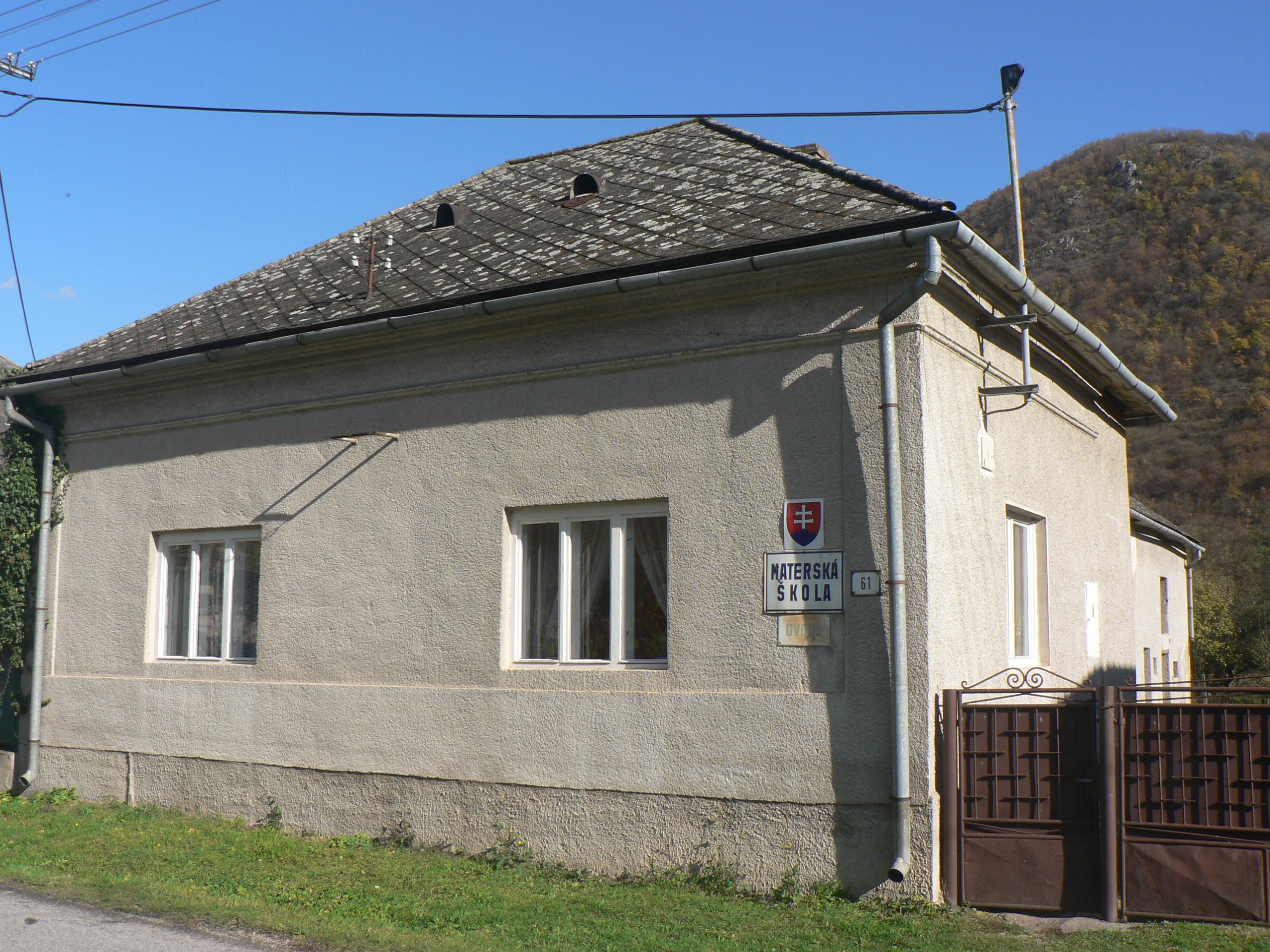
Óvoda
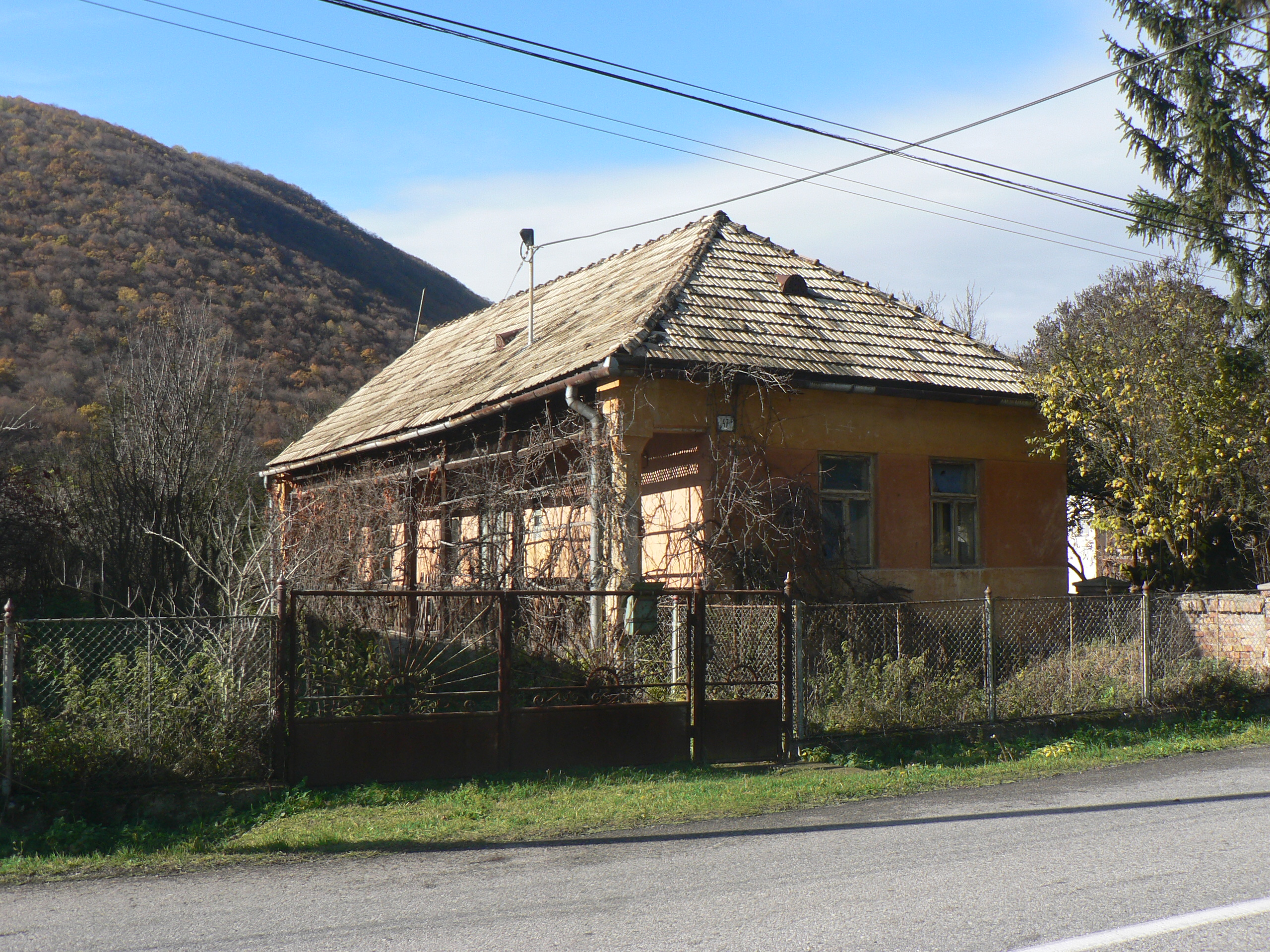
Tornácos ház
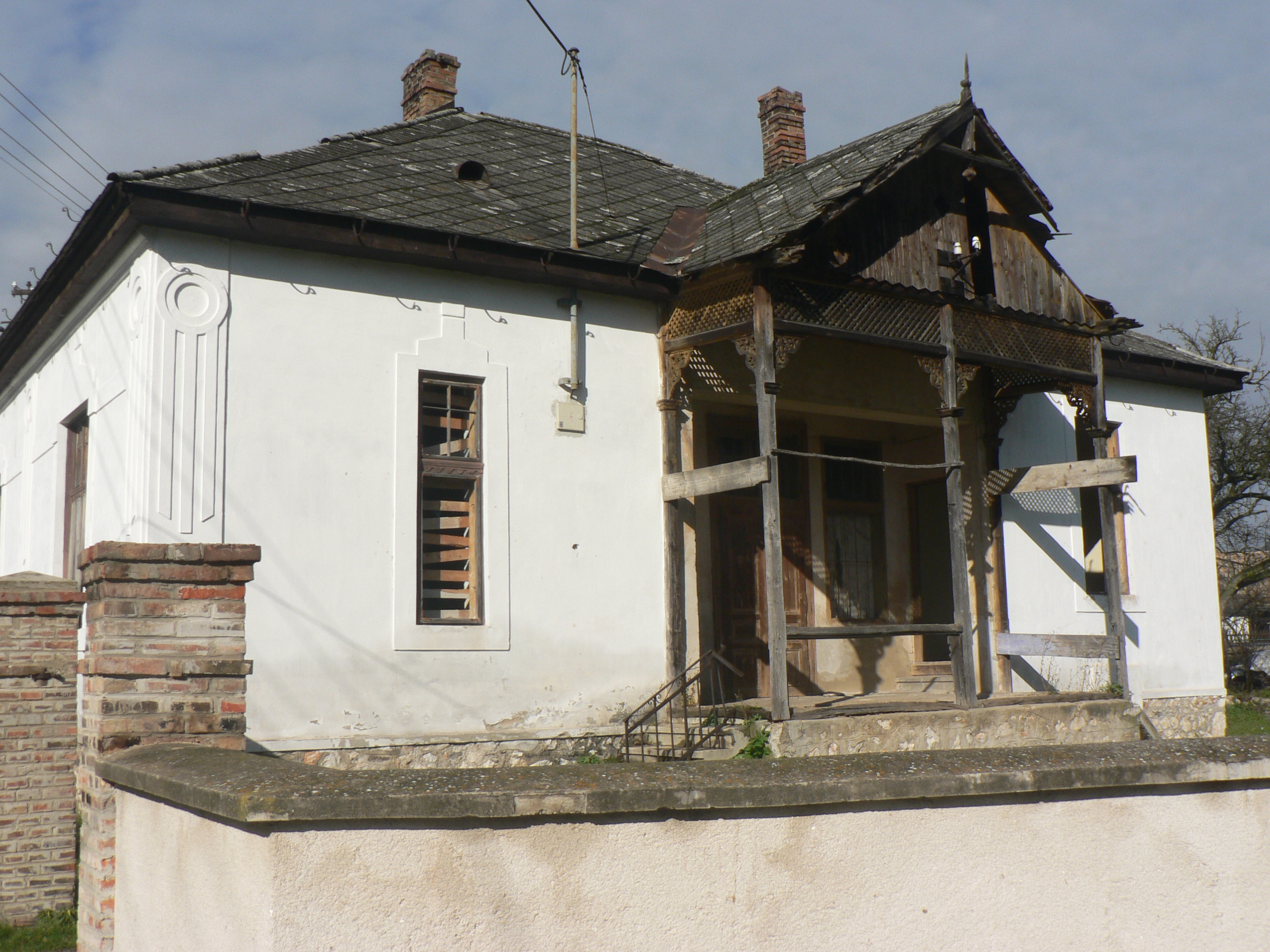
Enyészet
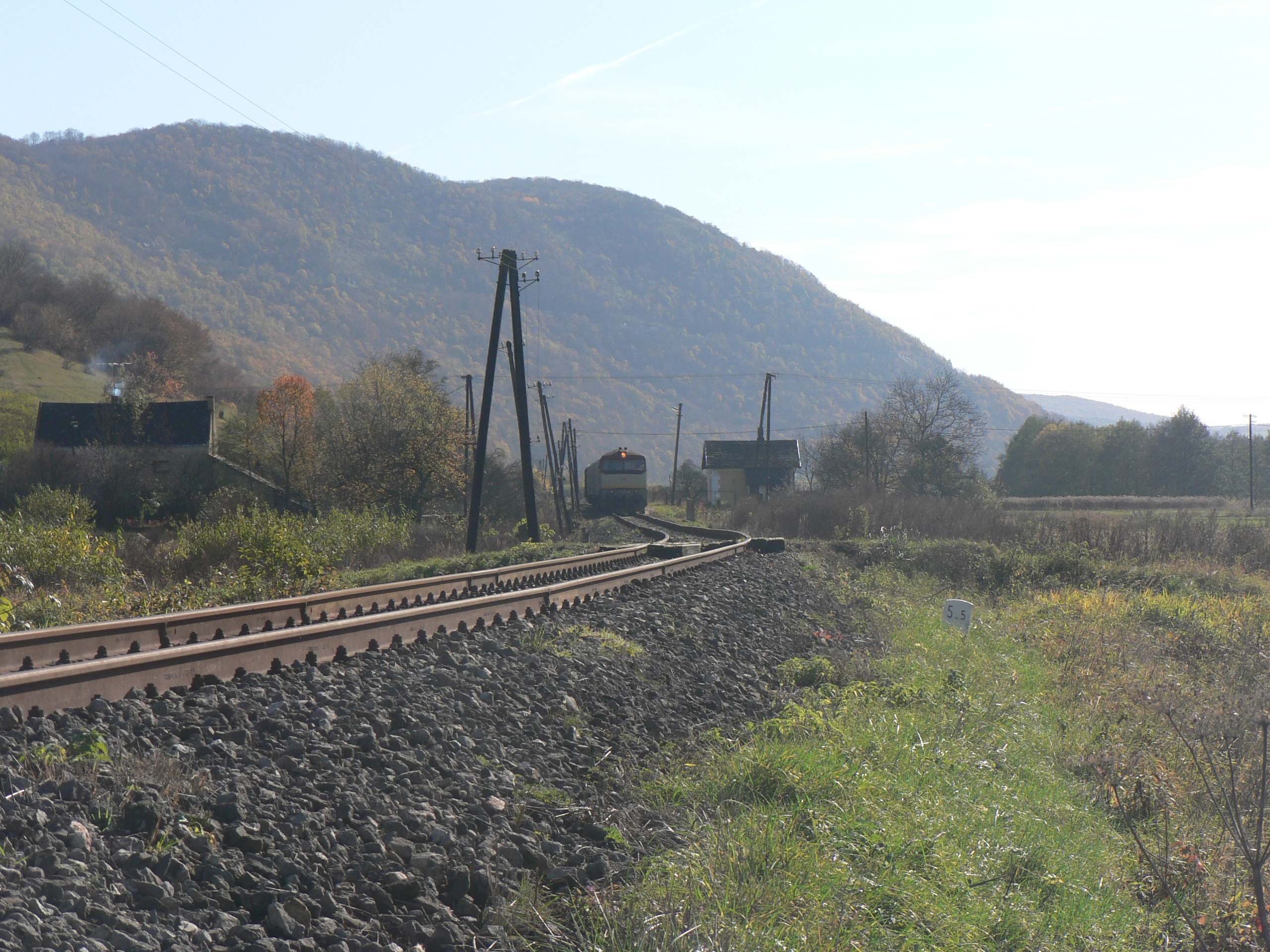
Már csak tehervonatok járnak (Malom)
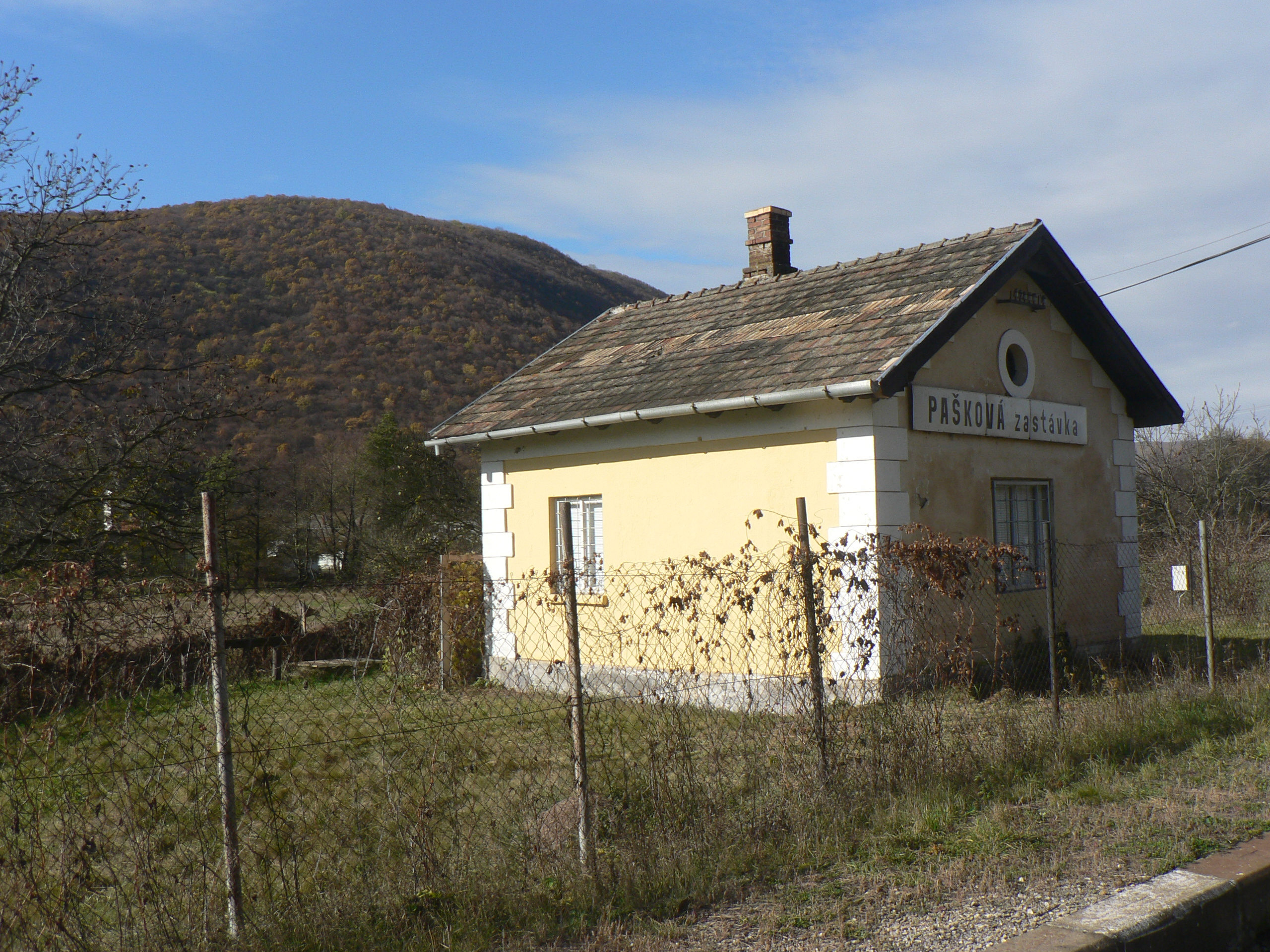
A vasúti megálló
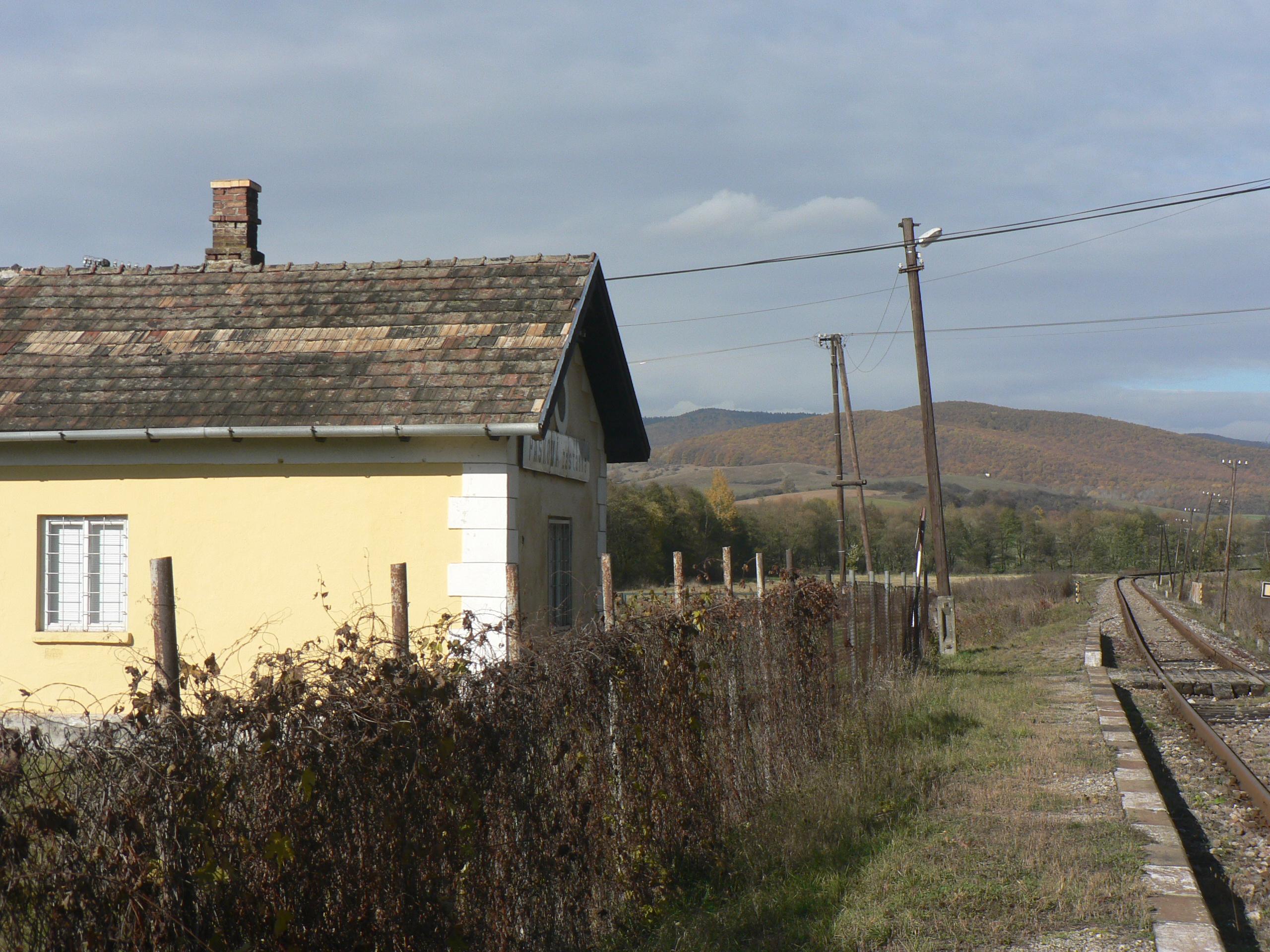
A vaspálya Csetnek felé – a valamikori Borjúkert mellett
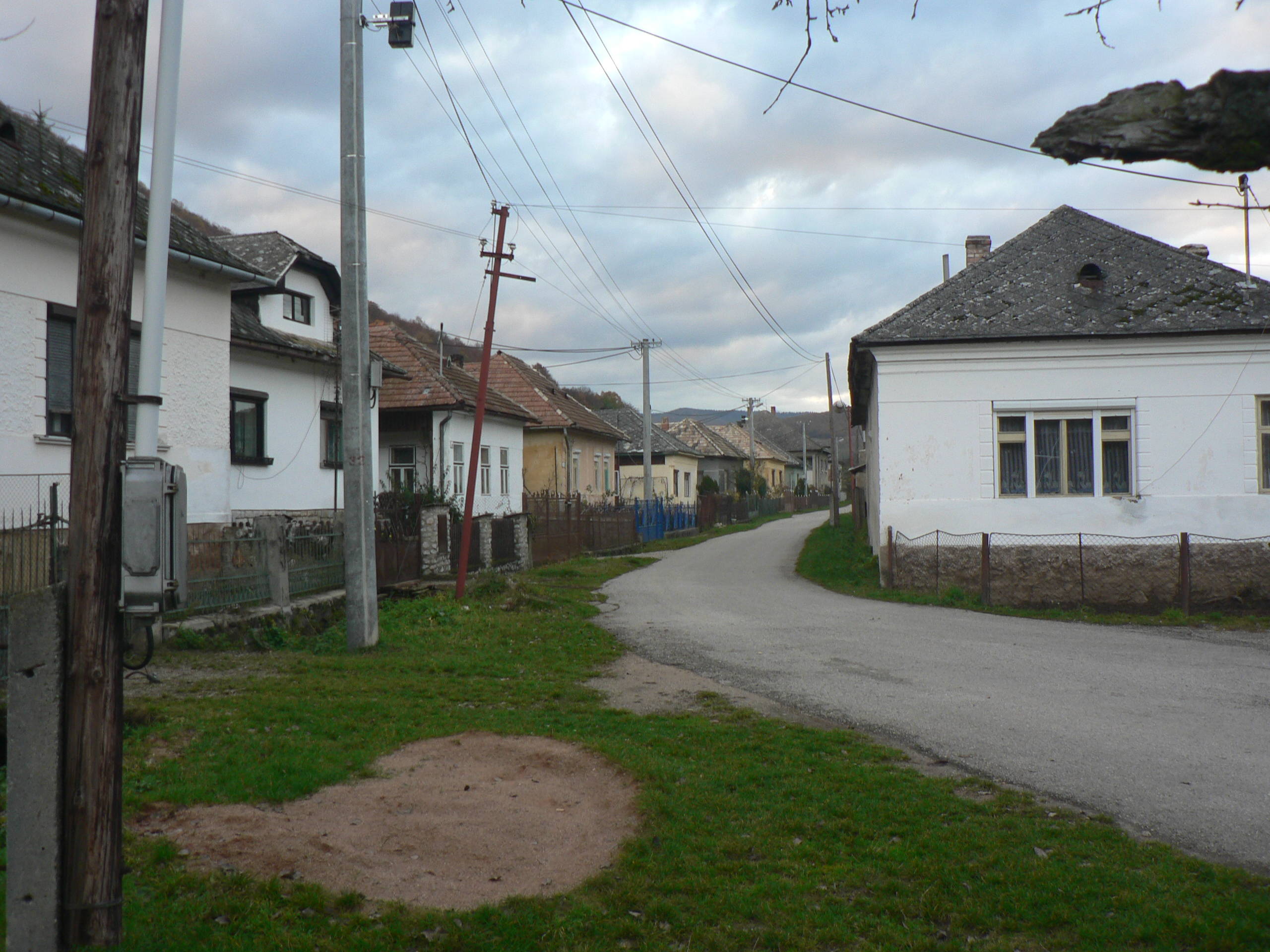
Kacsa-szög
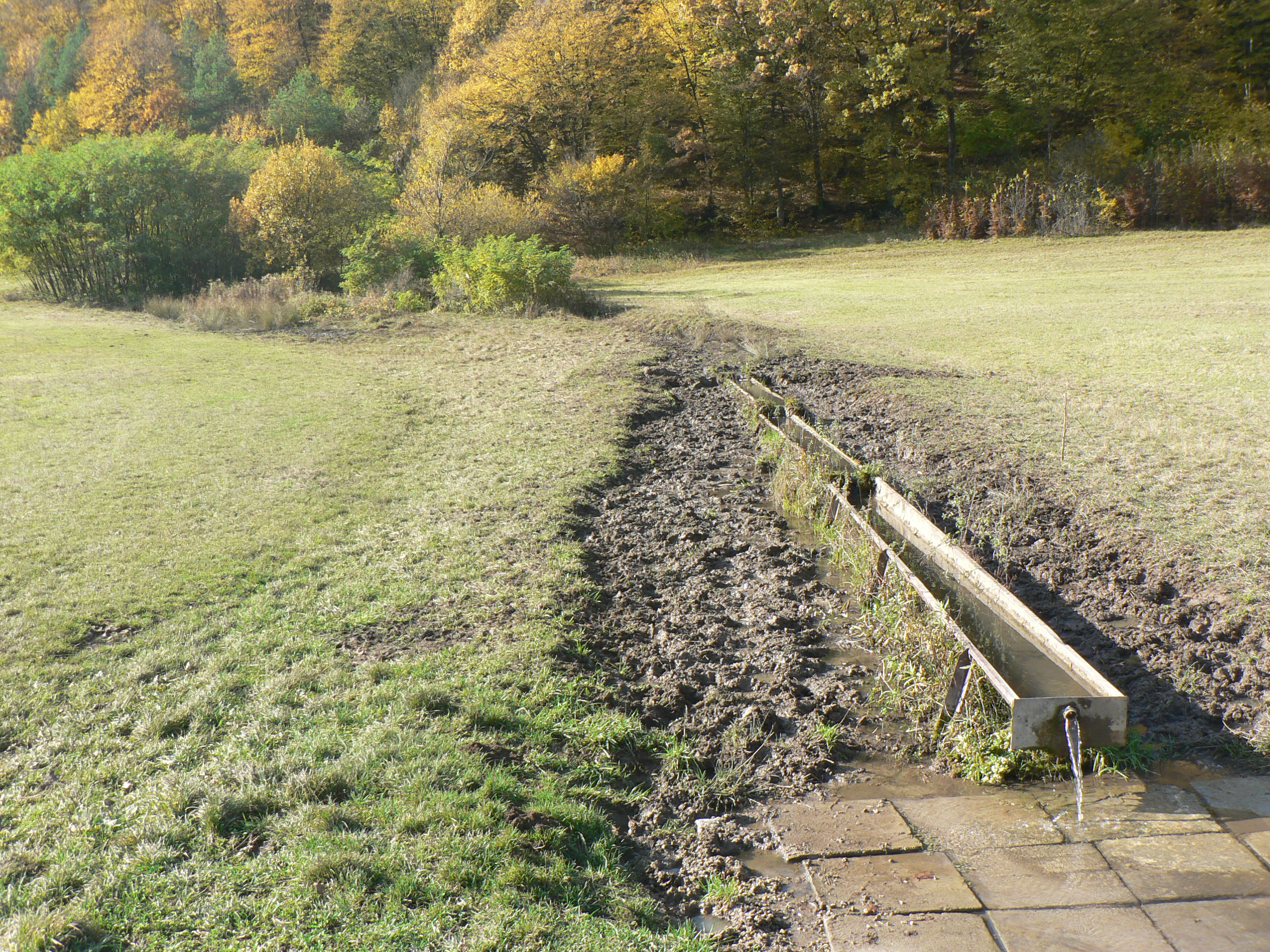
Kútyika forrás
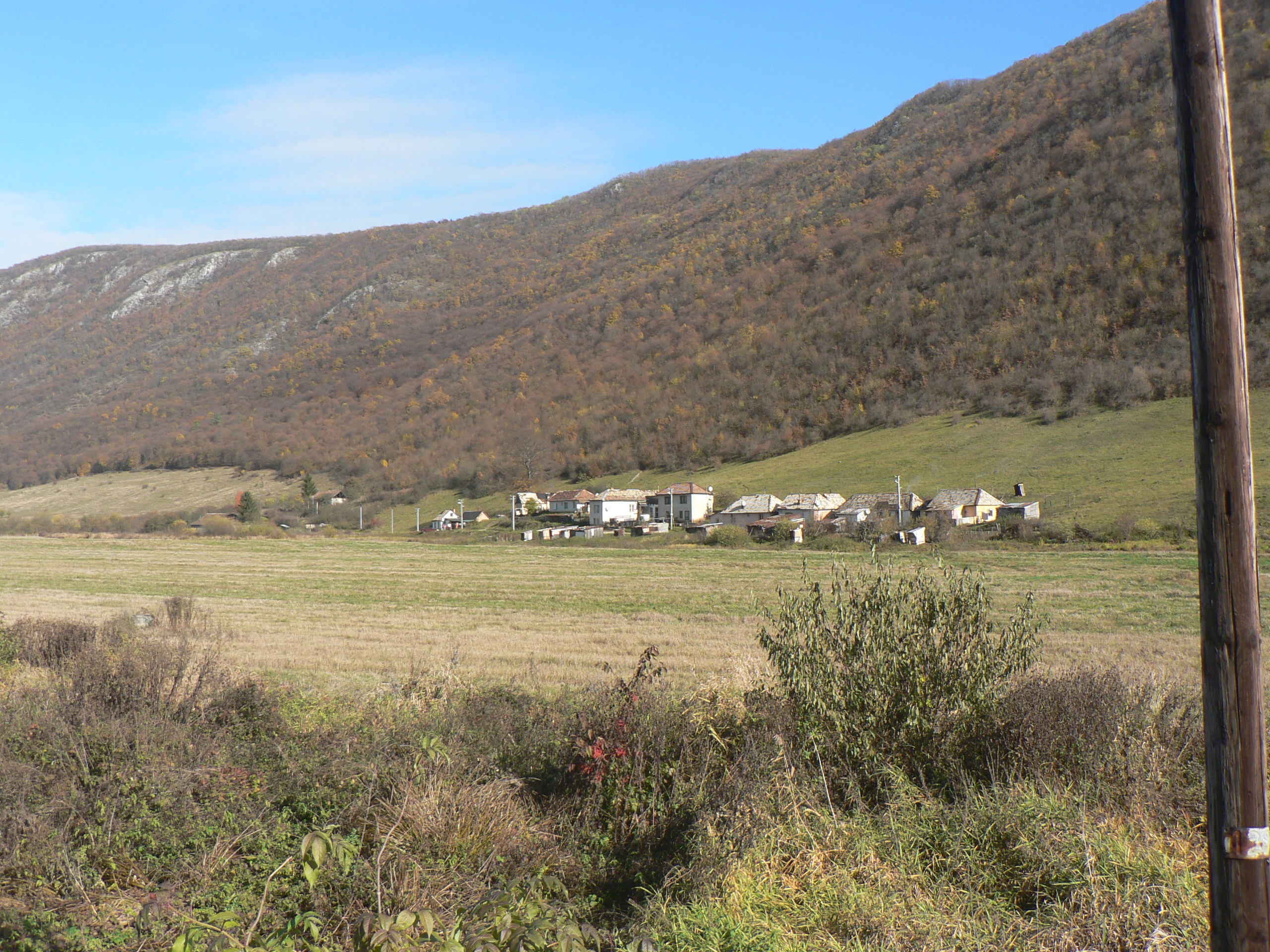
Hegykaráj